# Francisco Canales
José Francisco Canales García (ur. 4 maja 1987 w Guadalajarze) – meksykański piłkarz występujący na pozycji bramkarza, obecnie zawodnik Atlasu.

## Kariera klubowa
Canales urodził się w mieście Guadalajara i jest wychowankiem tamtejszego klubu piłkarskiego Atlas. Do seniorskiej drużyny został włączony jesienią 2005. W rozgrywkach Clausura 2006 przebywał na wypożyczeniu w drugoligowej filii Atlasu, Coyotes de Sonora. W meksykańskiej Primera División Canales zadebiutował za kadencji szkoleniowca Ricardo Lavolpe, 18 lutego 2009 w zremisowanym 2:2 spotkaniu wyjazdowym z Américą.